# Biollante
Biollante (ビオランテ-Biorante på japanska) är ett muterad jätteväxt gjord av Godzillas celler. Hon är en av de största Kaiju-monsterna (Bagan är större och möjligen Kezier Ghidorah). Biollante hade först ett ros-huvud men sen en krokodilkäft. Hon har lianer och rankor.